# Alfonso Montesinos y Montesinos
Alfonso Montesinos y Montesinos (Arequipa, 26 de octubre de 1913-Lima, 20 de mayo de 2001) fue un abogado y político peruano. Fue considerado un senador importante así como uno de los más prestigiosos juristas arequipeños.

## Biografía
Nació en Arequipa el 26 de octubre de 1913 hijo de Francisco Montesinos Montesinos y María Julia Montesinos Martínez. Bisnieto del político y abogado Andrés Martínez de Orihuela. Tío de Vladimiro Montesinos.
En 1939 se graduó de abogado en la Universidad Nacional de San Agustín de la que fue catedrático de derecho romano hasta 1956.
En las elecciones de 1956 fue elegido senador por el departamento de Arequipa por el Frente Nacional de Juventudes Democráticas. Durante su gestión impulsó la "tesis de las 200 millas marinas", la misma que se reflejó en la Ley N° 13508 - Ley Orgánica de la Marina de Guerra del Perú, la misma que fue denominada como Ley Montesinos y que se refirió a las 200 millas marinas de dominio marítimo como mar territorial.
Falleció en Lima el 20 de mayo del 2001.